# Borivali Tarf Rahur
Borivali Tarf Rahur es una  ciudad censal situada en el distrito de Thane en el estado de Maharashtra (India). Su población es de 5780 habitantes (2011). Se encuentra a 35 km de Thane y a 64 km de Bombay.

## Demografía
Según el censo de 2011 la población de Borivali Tarf Rahur era de 5780 habitantes, de los cuales 2929 eran hombres y 2851 eran mujeres. Borivali Tarf Rahur tiene una tasa media de alfabetización del 85,75%, superior a la media estatal del 82,34%: la alfabetización masculina es del 89,15%, y la alfabetización femenina del 82,27%.